# قرة قشلاق (بناجوي الغربي)
قرة قشلاق (بالفارسية: قره‌قشلاق) هي منطقة سكنية تقع في إيران في قسم بناجوي الغربي الريفي. يقدر عدد سكانها بـ 540 نسمة .